# Westerly
Westerly es un pueblo ubicado en el condado de Washington en el estado estadounidense de Rhode Island. En el año 2000 tenía una población de 22 866 habitantes y una densidad poblacional de 295 personas por km².

## Geografía
Westerly se encuentra ubicada en las coordenadas 41°22′39″N 71°49′38″O / 41.37750, -71.82722. Según la Oficina del Censo, la ciudad tiene un área total de 193,8 km² (74,8 mi²), de la cual 77,9 km² (30,1 mi²) es tierra y 115,8 km² (44,7 mi²) (28.43%) es agua.

## Demografía
Según la Oficina del Censo en 2000 los ingresos medios por hogar en la localidad eran de $44,613, y los ingresos medios por familia eran $53,165. Los hombres tenían unos ingresos medios de $37,887 frente a los $26,800 para las mujeres. La renta per cápita para la localidad era de $24,092. Alrededor del 6.7% de la población estaban por debajo del umbral de pobreza.